# Artzentales
Artzentales – gmina w Hiszpanii, w prowincji Biskaja, w Kraju Basków, o powierzchni 36,76 km². W 2011 roku gmina liczyła 760 mieszkańców.